# Bob Tisdall
Robert Morton Newburgh „Bob” Tisdall (ur. 16 maja 1907 w Nuwara Elija, Cejlon, obecnie Sri Lanka, zm. 27 lipca 2004 w Nambour, Queensland, Australia) – lekkoatleta irlandzki, mistrz olimpijski w biegu na 400 metrów przez płotki.
Pochodził z usportowionej rodziny, ojciec był biegaczem, matka uprawiała hokej na trawie i golf. Tisdall startował w kilku konkurencjach lekkoatletycznych, osiągając wartościowe rezultaty w pchnięciu kulą, skoku w dal i biegach płotkarskich sprinterskim i na 400 m; reprezentował Irlandię na igrzyskach olimpijskich w Los Angeles w 1932, gdzie w biegu na 400 m przez płotki zdobył złoty medal. Uzyskany przez niego rezultat (51,7 s) był lepszy od rekordu świata, nie został jednak uznany, ponieważ Tisdall przewrócił jeden z płotków; dopiero po tym incydencie zmieniono zasady rejestracji rekordowych wyników w biegach płotkarskich. Medal Tisdalla był drugim złotem olimpijskim dla Irlandii; pierwsze mistrzostwo zdobył cztery lata wcześniej młociarz Pat O’Callaghan (w kilka godzin po sukcesie Tisdalla obronił swój tytuł, zdobywając kolejne złoto). W Los Angeles Tisdall startował również w dziesięcioboju, zajął w rywalizacji 8. miejsce.
W późniejszych latach mieszkał w Południowej Afryce, Tanzanii i Australii, był członkiem sztafety niosącej ogień olimpijski do Sydney (2000).